# British Ornithologists’ Club
Der British Ornithologists’ Club (BOC) ist eine gemeinnützige Organisation zur Förderung der wissenschaftlichen Auseinandersetzung zwischen Mitgliedern und anderen an der Ornithologie Interessierten und zur Erleichterung der Verbreitung wissenschaftlicher Informationen, die sich mit der Ornithologie und insbesondere mit der Vogelsystematik, Taxonomie und Verbreitung befassen.

## Geschichte
Der BOC wurde bei einem Treffen von 15 Mitgliedern der British Ornithologists’ Union, darunter Edward Bidwell, William Thomas Blanford, Philip Crowley, William Graham, Thomas James Monk, William Robert Ogilvie-Grant, Francis George Penrose, Howard Saunders, Philip Lutley Sclater, William Lutley Sclater, Henry Seebohm, Richard Bowdler Sharpe, Henry Thornton Wharton sowie John Young am 5. Oktober 1892 in Covent Garden, London, gegründet. Dies geschah zu einer Zeit, als Einzelpersonen und Expeditionen entlegene Teile der Welt erforschten und dabei viele neue Vogelarten entdeckt wurden. Durch die Gründung erhielten Mitglieder die Möglichkeit, sich regelmäßig zu treffen, Vorträge zu halten, Exemplare auszustellen und sich an Diskussionen über umfassendere ornithologische Fragen zu beteiligen. Der BOC trat weiterhin regelmäßig in London zusammen (mit gelegentlichen Treffen an anderen Orten) und hielt bis Juni 2012 970 Sitzungen ab. Die Tagungen finden nun in Form eines Vortrags mit anschließender Diskussion statt. Sie sind kostenlos und stehen Mitgliedern und Nichtmitgliedern gleichermaßen offen.
Seit seiner Gründung gibt der BOC das Bulletin of the British Ornithologists’ Club (BBOC) heraus, das viermal im Jahr erscheint. Es befasst sich insbesondere mit der Vogelsystematik, Taxonomie, Nomenklatur und der weltweiten Verbreitung und enthält u. a. Beiträge, in denen neue Arten und Unterarten von Vögeln beschrieben werden, über die Wiederentdeckung von Arten oder Unterarten, die erstmalige Beschreibung des Nest- und/oder Brutverhaltens von wenig erforschten Arten sowie Berichte über Expeditionen in selten besuchte Regionen der Erde. Seit 2004 ist Guy M. Kirwan Herausgeber des Bulletins. Ferner erschienen zwischen 1994 und 2010 fünf Ausgaben der Occasional Publications mit den Titeln Extinct and Endangered Birds in the Collections of the Natural History Museum (1994), Manuscripts and Drawings in the Ornithology and Rothschild Libraries of the Natural History Museum at Tring (1997), Avian Eggshells: An Atlas of Scanning Electron Micrographs (1997), Type Specimens of Bird Skins in the University Museum of Zoology, Cambridge, United Kingdom (1999) und Systematic Notes on Asian Birds (2010).
Der BOC hatte im Jahr 2011 rund 370 Mitglieder, von denen fast die Hälfte außerhalb des Vereinigten Königreichs lebt. Die Mitgliedschaft steht jedem offen, der sich für Ornithologie interessiert. Mitglieder erhielten früher gedruckte Exemplare des Bulletin. Seit März 2017 ist es eine ausschließlich online zugängliche Open-Access-Zeitschrift beim Portal BioOne.

## Vorsitzende des British Ornithologists’ Club
- 1892–1913: Philip Lutley Sclater (1829–1913)
- 1913–1918: Walter Rothschild, 2. Baron Rothschild (1868–1937)
- 1918–1924: William Lutley Sclater (1863–1944)
- 1924–1927: Harry Witherby (1873–1943)
- 1927–1930: Percy Roycroft Lowe (1870–1948)
- 1930–1932: Stanley Smyth Flower (1871–1946)
- 1932–1935: David Armitage Bannerman (1886–1979)
- 1935–1938: Gregory Macalister Mathews (1876–1949)
- 1938–1943: Arthur Landsborough Thomson (1890–1977)
- 1943–1946: David Seth-Smith (1875–1963)
- 1946–1949: James Maurice Harrison (1892–1971)
- 1950–1953: Sir Philip Manson-Bahr (1881–1966)
- 1953–1956: Richard Meinertzhagen (1878–1967)
- 1956–1959: Cyril Mackworth-Praed (1891–1974)
- 1959–1962: Charles Robert Senhouse Pitman (1890–1975)
- 1962–1965: Charles Brian Wainwright (1893–1968)
- 1965–1968: Richard Fitter (1913–2005)
- 1968–1971: James F. Monk (1915–2014)
- 1971–1974: Sir Hugh Elliott (1913–1989)
- 1974–1977: John Hamel Elgood (1909–1998)
- 1977–1980: Peter Hogg
- 1980–1983: David Reginald Calder
- 1983–1986: Bernhard Gray
- 1986–1989: Geoffrey K. McCulloch (1910–2004)
- 1989–1993: Ronald Edmund Fraser Peal (1917–1999)
- 1993–1997: David Griffin
- 1997–2001: Thomas W. Gladwin (* 1935)
- 2001–2005: Clive F. Mann (1942–2022)
- 2005–2009: Michael Casement (* 1933)
- 2009–2013: Helen Baker (* 1944)
- 2013–2018: Chris Storey
- seit 2018: Chris Storey